# Flugunfall von Ostende
Beim Flugunfall von Ostende am 16. November 1937 kamen durch den Flugunfall einer Junkers Ju 52/3m (Luftfahrzeugkennzeichen: OO-AUB) der belgischen Gesellschaft Sabena alle elf Insassen ums Leben. Die Linienmaschine aus Frankfurt mit dem Ziel London-Croydon verunglückte bei einer außerplanmäßigen Zwischenlandung in Steene bei Ostende (Belgien). Unfallursache war eine Kollision beim Landeanflug mit dem Schornstein einer Ziegelei, den die Besatzung wegen dichten Nebels nicht hatte ausmachen können.
Zu den acht Passagieren zählte fast die gesamte Familie des damaligen Erbgroßherzogs Georg Donatus von Hessen und bei Rhein, die sich auf dem Weg zur Hochzeit des jüngeren Bruders Ludwig in London befand. In der Folge wurde Ludwig Oberhaupt des Hauses Hessen-Darmstadt, dessen Linie aber mit ihm aussterben sollte.

## Flugzeug und Besatzung
Bei dem verwendeten Flugzeug handelte es sich um eine dreimotorige Junkers Ju 52. Die belgische Fluggesellschaft Sabena verfügte über acht Maschinen dieses Typs. Die Flugzeuge wurden im europäischen Streckennetz eingesetzt, das vor dem Zweiten Weltkrieg annähernd 6000 km zählte. Die Unfallmaschine (Kennzeichen: OO-AUB) war kaum ein Jahr alt.
Zur dreiköpfigen Besatzung zählte der 37-jährige Flugkapitän Antoine Lambotte, der über 15 Jahre Flugerfahrung verfügte und mehr als 1,1 Mio. Flugkilometer absolviert hatte. Er galt als einer der erfahrensten belgischen Piloten. Mit Lambotte in der Pilotenkanzel saßen der 38-jährige Funker Maurice Courtois und der 32-jährige Mechaniker Yvan Lansmans (anderen Angaben zufolge Invan Lansmans).

## Flugverlauf

### Aufgenommene Passagiere in Frankfurt am Main
Der am Dienstag, den 16. November 1937, stattfindende Linienflug von München nach London mit geplanten Zwischenlandungen in Frankfurt und Brüssel (Evere) wurde regelmäßig von der belgischen Fluggesellschaft Sabena angeboten. Die Ju 52 (Kennzeichen: OO-AUB) startete um 10:15 Uhr morgens vom Flugplatz Oberwiesenfeld bei München und landete in Frankfurt (andere Quellen geben fälschlicherweise Köln als Zwischenlandeplatz an). Für den Weiterflug bestiegen acht Passagiere die OO-AUB, die alle einer Reisegruppe um den früheren Erbgroßherzog von Hessen angehörten:

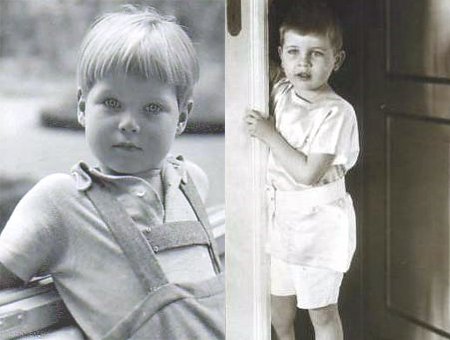
Die Brüder Alexander (li., im Jahr 1937) und Ludwig (um 1934/1935) von Hessen

- Georg Donatus von Hessen und bei Rhein, 31 Jahre alt
- Cäcilie von Hessen und bei Rhein, 26 Jahre alt, dessen Ehefrau, Schwester des späteren britischen Prinzgemahls Philip
- Ludwig von Hessen und bei Rhein, 6 Jahre alt, Sohn von Georg Donatus und Cäcilie
- Alexander von Hessen und bei Rhein, 4 Jahre alt, Sohn von Georg Donatus und Cäcilie
- Eleonore von Hessen und bei Rhein, 66 Jahre alt, Mutter von Georg Donatus
- Joachim Riedesel zu Eisenbach, Freund der Familie
- Schwester Lina Hahn, Kinderbetreuerin der Familie
- Arthur Martens, Segelflugpionier und Ingenieur

Cäcilie war zu Reiseantritt mit dem vierten Kind hochschwanger – der angenommene Geburtstermin lag sechs Wochen nach dem Flug. Das dritte Kind des Paares, die einjährige Johanna, hatte man im Schloss Wolfsgarten zurückgelassen.
Die Gesellschaft befand sich auf dem Weg nach London zu den Hochzeitsfeierlichkeiten von Georg Donatus’ zwei Jahre jüngerem Bruder Ludwig und dessen Verlobter Margaret Campbell Geddes. Ludwig Prinz von Hessen und bei Rhein arbeitete als Kulturattaché an der deutschen Botschaft in London und hatte die Tochter des britischen Diplomaten und Professors Sir Auckland Geddes in Oberbayern kennengelernt. Das Paar hatte sich bei den Olympischen Winterspielen 1936 in Garmisch-Partenkirchen entschlossen zu heiraten. Mitte Juli 1937 war die Verlobung öffentlich bekanntgegeben worden. Die Heiratsabsichten von Ludwig und Margaret waren aber von einer schweren Krankheit von Ludwigs und Georg Donatus’ Vater überschattet worden. Ernst Ludwig, 1918 nach der Novemberrevolution als letzter regierender Großherzog von Hessen und bei Rhein abgesetzt, hatte sich im Frühjahr 1937 nach einer Grippe eine chronische Lungenentzündung zugezogen. Gepflegt von seiner Gattin Eleonore, starb er am 9. Oktober 1937 an den Folgen der Krankheit.
Der Heiratstermin von Ludwig und seiner Verlobten war nach dem Tod des Vaters vom 23. Oktober auf den 20. November 1937, erneut ein Samstag und gleichzeitig der 29. Geburtstag Ludwigs, verschoben worden. Trauzeuge sollte Joachim Riedesel zu Eisenbach sein, während die Neffen Ludwig und Alexander bei der Hochzeit als „Pagen“ fungieren sollten. Das neue Familienoberhaupt Georg Donatus hatte ausdrücklich gewünscht, dass die Heirat seines Bruders alsbald abgehalten werden sollte, obwohl die offiziellen Trauerfeierlichkeiten in Darmstadt vom 11. und 12. Oktober nur wenige Wochen zurücklagen und die Beisetzung des Vaters in einem Grab auf der Rosenhöhe noch ausstand. Georg Donatus war es auch, der seine Familie dazu bewog, die Reise nach London mit dem Flugzeug anzutreten – als Reserveoffizier der Fliegertruppe war er selbst ein begeisterter Pilot. In London sollte seine Familie in der Wohnung von Lord Louis Mountbatten und seiner Frau Edwina Ashley in der Park Lane unterkommen. Eleonore wollte bei ihrer Schwägerin, der Marchioness of Milford Haven, wohnen.

### Weiterflug nach Brüssel und Unfall nahe Ostende

Die Unfallsroute der OO-AUB (diese Karte entspricht nicht der genauen Flugroute)

Die Ju 52 startete planmäßig um 13:45 Uhr vom Flughafen Frankfurt. Der Flug nach Brüssel verlief schnell und ohne Zwischenfälle, ehe die Besatzung über der belgischen Hauptstadt mit starkem Bodennebel konfrontiert wurde. Die Fluggesellschaft Sabena gab später an, den Funker vor dem dichten Nebel am Flugplatz von Evere gewarnt zu haben. Daraufhin wurde von einer Landung in Brüssel abgesehen. Die Besatzung erhielt die neue Instruktion, zur 80 km entfernten Stadt Ostende, an der Nordseeküste, weiterzufliegen. Dort befand sich der Flugplatz von Steene (auch Stene geschrieben), wo bessere Wetterbedingungen herrschten und zwei weitere Passagiere nach London aufgenommen werden sollten. Beim Landeplatz handelte es sich um ein einfaches Grasfeld in Form eines Fünfecks.
Noch am Morgen hatte am Flugplatz von Steene sonniges Wetter geherrscht. Gegen 14 Uhr lag jedoch die gesamte Küstenzone ebenfalls unter einer dicken Nebelbank. Dennoch entschied sich die Besatzung für eine Landung. Die OO-AUB wurde vom Fluglotsen erfolgreich zum Flugplatz dirigiert, wo Personal mit Hilfe von Leuchtraketen auf die genaue Position aufmerksam machte. Die Sicht soll nur 250 Yards (ca. 228 Meter) betragen, die Wolkenuntergrenze bei 160 Yards (ca. 146 Meter) gelegen haben. Laut Augenzeugenberichten hatte die Ju 52 eine Geschwindigkeit von etwa 100 mph (ca. 160 km/h), als sie um 14:47 Uhr Ortszeit (anderen Angaben zufolge 15:47 Uhr) 500 Meter von der Landebahn entfernt in 60 Fuß Höhe (ca. 18 m) mit dem Schornstein der Ziegelei von Steene kollidierte. Dabei wurde der rechte Flügel gemeinsam mit einem Motor vom Rumpf der OO-AUB abgetrennt und durchschlug das Fabrikdach. Die Maschine drehte sich daraufhin 180 Grad um die eigene Achse, fing Feuer und stürzte nur wenige Sekunden später 50 Yards (ca. 45 m) entfernt, zwischen eine Reihe von Schuppen, vor die Fabrik. Schnell breitete sich ein Feuer über das Wrack aus, das auf dem Rücken liegend zum Stillstand gekommen war.
Fabrikarbeiter waren die ersten an der Unfallstelle, gefolgt von der Feuerwehr und dem Roten Kreuz – der Funker der OO-AUB hatte zum Zeitpunkt des Unfalls Kontakt zum Fluglotsen aufgenommen, der den Unfall mitanhörte. Wegen des schweren Feuers gelangten die Rettungskräfte aber erst nach einer Stunde direkt zum Wrack, das vollständig ausbrannte. Alle elf Insassen der Ju 52 kamen ums Leben. Eine Gruppe von zwanzig Fabrikarbeitern hatte nahe der Unfallstelle eine Essenspause eingelegt, kam aber ohne Verletzungen davon. Auch in der Fabrik selbst kam niemand zu Schaden, während der vom Flugzeug getroffene Schornstein entgegen anderslautenden Berichten intakt geblieben sein soll.
Zur Unfallzeit hatte sich der Nebel über dem eigentlichen Zwischenlandeplatz Brüssel vollständig verzogen.

## Unmittelbare Folgen und Trauerfeierlichkeiten der Familie von Hessen und bei Rhein

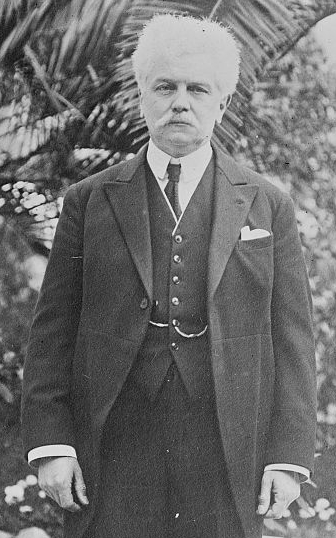
Henri Jaspar

Der Flugunfall erfuhr aufgrund der prominenten Todesopfer weltweit mediale Beachtung. Auch viele englischsprachige Medien berichteten auf ihren Titelseiten vom Unfall, darunter die New York Times, Los Angeles Times und Washington Post. Die britische Tageszeitung The Times sollte den Unfall als „Holocaust of a Family“ betiteln.

### Vorgezogene Hochzeit
Ludwig und seine Verlobte Margaret Geddes wurden auf dem Flugplatz von Croydon vom Unfall informiert, während sie auf ihre Angehörigen warteten. Zuerst hatte man dem Paar mitgeteilt, dass die Maschine der Sabena noch unterwegs sei, ehe der Leiter der Imperial Airways die Unfallnachricht überbrachte. Ludwig, nach dem Tod seines Bruders und seiner beiden Neffen einziger überlebender männlicher Nachkomme seiner Familie, wurde am Flughafen behandelt und dann zu Lord und Lady Mountbatten gebracht. Auch König Georg VI. von Großbritannien und seine Ehefrau Elizabeth wurden rasch über den Flugunfall der Familie von Hessen und bei Rhein in Kenntnis gesetzt und bekundeten ihr Beileid. Am Tag des Unfalls fand ein Staatsbankett im Buckingham Palace statt, zu dem der belgische König Leopold III. eingeladen war. Der in London weilende König Georg von Griechenland sowie George, 1. Duke of Kent und Henry, 1. Duke of Gloucester mit ihren Ehefrauen erhielten die Nachricht ebenfalls. Der frühere belgische Premierminister Henri Jaspar und der Sekretär der deutschen Auslandsvertretung in Brüssel, C. Freiherr von Neurath, reisten zum Unfallort bei Ostende, um den Opfern ihre Ehrerbietung zu erweisen.
Noch in der folgenden Nacht gab der Brautvater Sir Auckland Geddes bekannt, dass die Hochzeit zwischen seiner Tochter und Ludwig in privatem Rahmen auf den folgenden Tag  vorverlegt werde. Die stille Trauung fand am Morgen des 17. November in der Londoner St Peter’s Church am Eaton Square im Beisein von u. a. George, 1. Duke of Kent und Marina, Duchess of Kent, sowie dem deutschen Botschafter Joachim von Ribbentrop statt. Die Braut und der Großteil der weiblichen Gäste trugen als Trauerbekundung schwarze Kleidung, während Lord Louis Mountbatten den verstorbenen Joachim Riedesel zu Eisenbach als Trauzeugen ersetzte. In Darmstadt wurde am selben Tag Trauerbeflaggung angeordnet und große Menschenmengen versammelten sich vor dem Neuen Palais, dem Stadtwohnsitz der einst großherzoglichen Familie.
Sogleich nach der Hochzeit machten sich Ludwig und Margaret – die in Adelskreisen nun als Erbgroßherzog und Erbgroßherzogin von Hessen und bei Rhein galten – auf den Weg nach Belgien, um die Überführung der Verstorbenen nach Darmstadt zu veranlassen. Das Brautpaar reiste mit der Fähre nach Ostende, wo es am Abend des 17. November eintraf. Die bis zur Unkenntlichkeit verbrannten Leichen waren am selben Tag identifiziert und ins Zivilkrankenhaus von Ostende gebracht worden. Dort wurden ihre Särge in einem von Nonnen zur Kapelle umgewandelten Krankensaal aufgebahrt, darunter auch das durch den Unfall zu früh auf die Welt gekommene Baby von Cäcilie (einer anderen Theorie zufolge soll eine während des Fluges ausgelöste Frühgeburt Cäcilies den Ausschlag für die Landung in Steene gegeben haben).

### Überführung der Toten nach Darmstadt und Bestattung

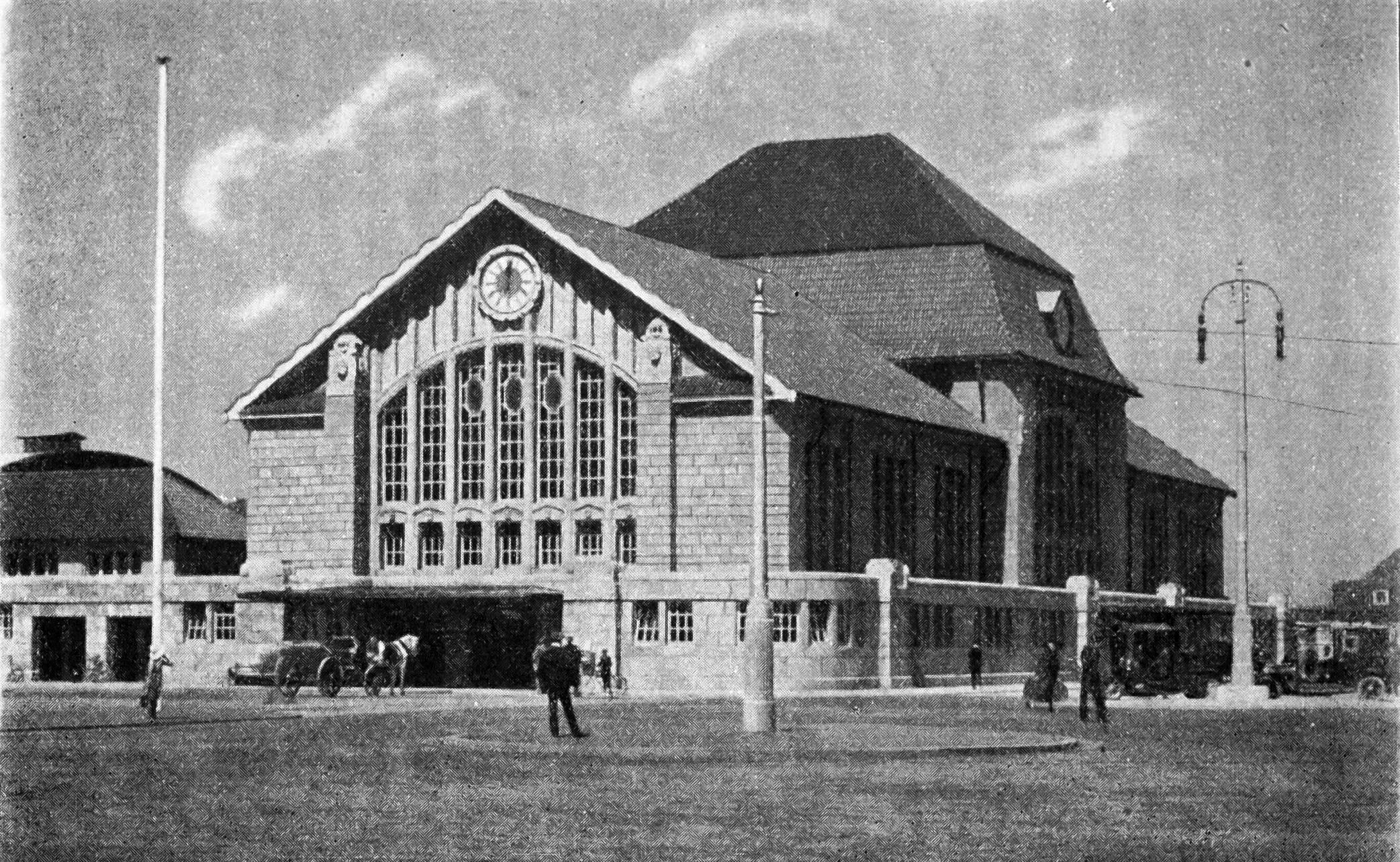
Der Bahnhofsplatz in Darmstadt vor dem 1. Weltkrieg. Der Platz wurde am 19. November 1937 für den Trauerzug durch Darmstadt zum Park Rosenhöhe gesperrt.

Die Särge wurden Donnerstagnacht, den 18. November, in einem dem fahrplanmäßigen Zug angehängten Sonderwagen nach Darmstadt gebracht und von Ludwig und Margaret, Sir Auckland Geddes und Berthold von Baden, dem Schwager von Cäcilie, begleitet. Der Zug erreichte den Hauptbahnhof von Darmstadt am 19. November um 4:10 Uhr morgens und wurde von Familienangehörigen und Freunden der Familie sowie der verstorbenen Joachim Riedesel zu Eisenbach, Lina Hahn und Arthur Martens erwartet. Zu dieser Gruppe zählten Cäcilies Mutter Alice von Battenberg und Schwestern Margarita, Theodora und Sophie sowie Kuno Graf von Hardenberg. Die Särge wurden im Fürstensaal des Bahnhofs aufgebahrt, wo eine Andacht durch den Pfarrer Helmut Monnard sowie eine Ehrenwache durch Georg Donatus’ Kameraden vom Fliegersturm erfolgte. Die Überführung der Särge zum Alten Mausoleum auf der Rosenhöhe fand noch am selben Tag ab 15 Uhr unter großer Anteilnahme der Bevölkerung statt. Die Trauerparade durch Darmstadt wurde, wie jene einige Wochen zuvor für Georg Donatus’ und Ludwigs Vater Ernst Ludwig, von den Nationalsozialisten vereinnahmt. An der Überführung – die Särge wurden auf fünf Wagen von jeweils vier Pferden gezogen – nahmen neben Ludwig und Berthold auch Prinz Philip von Griechenland, der Bruder von Cäcilie und spätere Ehemann der britischen Königin Elisabeth II., dessen Schwager Christoph von Hessen, der Ehemann von Sophie, sowie Lord Louis Mountbatten teil. Auf der Rosenhöhe schloss sich eine von Propst Friedrich Müller gehaltene kurze Feier an, der u. a. auch Victoria von Battenberg, Irene von Preußen und August Wilhelm von Preußen beiwohnten.
Die eigentliche Beerdigung fand am 23. November um 15 Uhr im Beisein von Angehörigen und Vertretern der Fürstenhäuser, der Stadt Darmstadt, der Wehrmacht, der NSDAP (Georg Donatus und seine Ehefrau waren im Jahr ihres Todes der Partei beigetreten) und des Fliegerkorps statt. Die Ansprache hielt der mit der Familie befreundete Geh. Kirchenrat D. Paul Klein (1871–1957) aus Mannheim. Georg Donatus, Cäcilie, ihre Söhne Ludwig und Alexander sowie die frühere Großherzogin Eleonore fanden ihre letzte Ruhestätte gemeinsam mit dem noch nicht bestatteten Ernst Ludwig in einem großen Gemeinschaftsgrab auf der Rosenhöhe. Das im Vergleich zu früheren im Park errichteten Gedenkstätten eher schlichte Grab wird von einem großen Sandsteinkreuz überragt. Davor befinden sich die kleinen Grabsteine mit den Vornamen und Lebensdaten der Verstorbenen.

## Unfalluntersuchung und Ergebnis
Die gerichtliche Untersuchung des zum Zeitpunkt des Unfalls fünftschwersten Flugunfalls des Jahres in Europa begann am 18. November 1937. Dazu wurde eine dreiköpfige Expertenkommission gebildet. Die Untersuchung oblag der Staatsanwaltschaft in Brügge, der zuständige Untersuchungsrichter hieß Moeneclay. Der Unfall wurde in erster Linie auf menschliches Versagen zurückgeführt – der erfahrene Pilot Antoine Lambotte hätte das Risiko einer Landung unter schlechten Sichtverhältnissen in Steene unterschätzt. Auch habe er vergessen, dass sich in der Einflugschneise der hohe Fabrikschornstein befand, gegen den das Flugzeug prallte. Die Besatzung hatte nach Abbruch der Landung in Brüssel jedoch keinen Funkspruch über die sich verschlechternden Wetterverhältnisse in Ostende erhalten, wo die Sicht bei 600 Fuß (ca. 183 Meter) lag. Ein Augenzeuge des Unfalls, ein Pilot namens Hanet, der auch im Rahmen der gerichtlichen Untersuchung aussagte, beanstandete kurz nach dem Unfall die vom Flughafenpersonal verwendeten Leuchtraketen, die die Besatzung der Ju 52 zur Landebahn hatten führen sollen. Während die erste Rakete ohne Probleme gezündet worden sei, ging eine zweite aus, eine dritte sei zu spät gezündet worden. Andere Augenzeugen berichteten, dass die Leuchtraketen wegen des dichten Nebels nicht zu erkennen gewesen seien.
Die belgische Fluggesellschaft Sabena gab an, dem Piloten die Instruktion gegeben zu haben, von einer Landung in Steene abzusehen und direkt nach London weiterzufliegen. Zu diesem Zeitpunkt befand sich die OO-AUB aber schon in den Landevorbereitungen. Der belgische Politiker Henri Jaspar kritisierte bereits einen Tag nach dem Unfall den Standort des Flugplatzes von Steene. Jaspar betonte die Wichtigkeit, den sechs Meilen (ca. 10 km) von Ostende entfernten Flughafen nach Middelkerke zu verlegen.
Die am Unfallort erschienenen freiwilligen Helfer wurden später von der Polizei und lokalen Behörden des Diebstahls verdächtigt. Cäcilie und Eleonore führten auf der Reise nach London Juwelen im damaligen Wert von mehr als 10.000 US-Dollar mit, die im Wrack gefunden wurden.
Ludwig akzeptierte eine Abfindung von 250.000 Belgischen Franc (1750 Britischen Pfund), gemäß dem Warschauer Abkommen über die Beförderung im internationalen Luftverkehr.

## Nachwirkungen

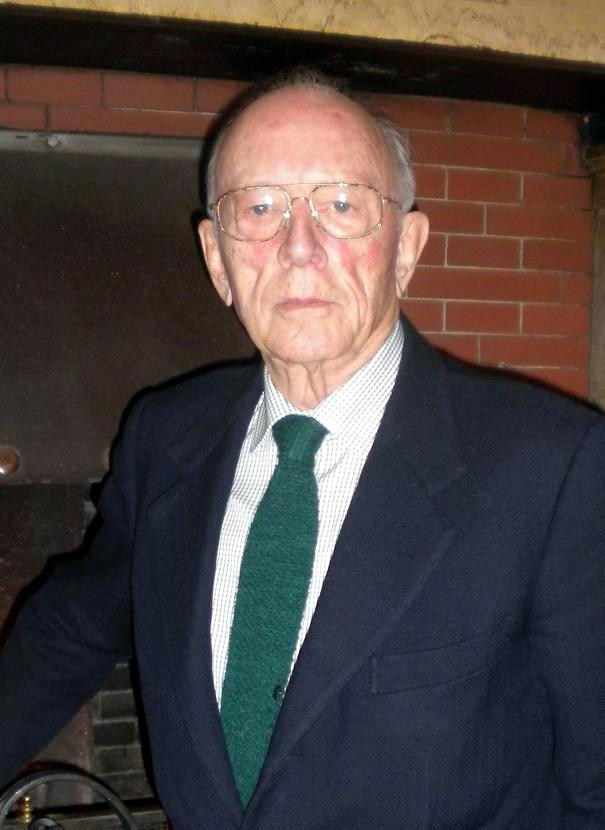
Moritz von Hessen im Jahr 2010

Die im Schloss Wolfsgarten zurückgelassene einjährige Johanna – das einzige überlebende Kind von Georg Donatus und Cäcilie – übersiedelte nach dem Flugunfall mit ihrer Pflegerin zu Theodora von Baden nach Salem am Bodensee. Theodora hatte selbst drei Kinder im ungefähr gleichen Alter und im Jahr zuvor die verunglückten Kinder Ludwig und Alexander bei sich beherbergt. Später wurde die Vollwaise Johanna von Ludwig und dessen Frau Margaret adoptiert. Johanna erkrankte jedoch im Mai 1939 an Meningitis und starb am 14. Juni 1939 im Alter von zwei Jahren. Sie liegt abseits ihrer Familie im Park Rosenhöhe begraben.
Ludwig konnte den Unfalltod seiner Familie niemals ganz verwinden, den er in einer am 1. Dezember 1937 veröffentlichten Mitteilung in den Darmstädter Zeitungen als „unfaßbare(n) Schicksalsschlag“ bezeichnete. Noch Jahre später gab er in Gedichten und Briefen seiner Trauer Ausdruck und stellte das Ereignis in einen größeren Zusammenhang: „Es war, als ob ein dunkles Schicksal, das unser ganzes Volk betreffen sollte, im Kleinen sich vorgeübt hätte in dem privaten Unglück, das durch den Absturz des Flugzeuges in Ostende über uns kam“. Eine neuerliche Schadensersatzklage Ludwigs wurde 1958 von einem Gericht in Brüssel abgewiesen. Ludwigs Ehe mit Margaret blieb kinderlos, so dass die Linie Hessen-Darmstadt mit seinem Tod im Jahr 1968 ausstarb. Bereits 1960 hatte Ludwig Moritz von Hessen adoptiert, Sohn des Oberhaupts der Kasseler Linie Philipp von Hessen. Mit diesem als Erben der 1997 verstorbenen Margaret vereinigten sich die seit Jahrhunderten getrennten Linien Hessen-Kassel und Hessen-Darmstadt des Hauses Hessen wieder.
An den früheren Unfallort erinnert heute nichts mehr. Der Flugplatz Stene wurde einige Jahre später aufgegeben und ein größerer Flughafen in der Gemeinde Middelkerke erbaut. Auch die Ziegelei ist nicht erhalten geblieben. Auf dem ehemaligen Gelände des Flugplatzes, entlang des heutigen Gistelsesteenwegs, erstrecken sich nun ein großer Kreisverkehr am Ende der Autobahn A10 Brüssel–Ostende sowie Einfamilienhäuser und das Alte Rathaus von Steene.
Der Flugunfall wurde 2017 in der Folge Paterfamilias der britischen Fernsehserie The Crown (Staffel 2, Folge 9) thematisiert, wenn auch in Einzelheiten historisch ungenau dargestellt. In der Folge erinnert sich Prinz Philip (gespielt von Matt Smith) an seine Zeit an der schottischen Privatschule Gordonstoun und den Tod seiner älteren, unter Flugangst leidenden Schwester Cäcilie (Leonie Benesch) zurück.